# أحمد فرج علي
د. أحمد فرج علي (1 أغسطس 1982) أستاذ مساعد فيزياء بكلية العلوم جامعة بنها عرف مؤخرا بأبحاثه المنشورة عن الثقوب السوداء والانفجار العظيم، مقالاته العلمية على مجلة ساينتفك أميركان ومحاضراته التعليمية المجانية في اليوتيوب.

## أعماله
في عام 2015 تقدم أحمد فرج علي بمقترحات علمية- مبنية على أساس حسابات نظرية في الفيزياء الكمية والنسبية - تفترض أزلية الكون وعدم حدوث لحظة الانفجار الكبير بالضرورة وكذلك عزا عدم وجود متفردة الثقب الأسود في مصادم الهدرونات الكبير حيث ينعدم الزمكان أو ما يعرف بنظرية جاذبية قوس قزح.
تقدر عدد أبحاثه 52 ورقة بحسب موقع انسباير. تتلخص مسيرته الأكاديمية فيما يلي
- 2012-2016 محاضر بقسم الفيزياء كلية العلوم - جامعة بنها.
- 2013-2015 باحث مشارك بمركز فيزياء الطاقة - جامعة زويل للعلوم والتكنولوجيا.
- 2008-2012 طالب دكتوراة ومدرس مساعد - جامعة ليثبريدج - كندا
- 2008-2005 طالب ماجستير - جامعة بنها
- 2006-2007 دبلوم قسم فيزياء الطاقة العالية - المركز الدولي للفيزياء النظرية ICTP - إيطاليا.

## تكريم وجوائز
خلال مسيرة فرج الأكاديمية حصل على عدة تكريمات وجوائز منها
- جائزة المنتسبين الشباب - الأكاديمية العالمية للعلوم.[8]
- تكريم من مؤسسة أبحاث الجاذبية عن ورقته حول كتلة الغرافتون من تصحيحات الكم للنسبية العامة.[9]
- مجموعة تكريمات من جامعة بنها
- جائزة فايزة الخرافي وجائزة أمين لطفي في الفيزياء 2015.[10]

## وصلات خارجية
- معلومات د. أحمد فرج على موقع جامعة بنها